# Anneliese Niethammer
Anneliese Niethammer (* 11. Mai 1901 in Charlottenburg als Anna Elise Niethammer; † 15. September 1983 in Korntal-Münchingen) war eine deutsche Botanikerin und die erste Professorin an der Universität Stuttgart. Ihr offizielles botanisches Autorenkürzel lautet „Nieth.“.

## Leben
Anneliese Niethammer wurde 1901 als Tochter des Maschinenbauingenieurs Friedrich Niethammer und seiner Frau Anna Niethammer geborene Müller in ein akademisches Umfeld geboren. Sie wuchs zunächst in Brünn auf, da ihr Vater dort als Professor an der Deutschen Technische  Hochschule tätig war. Später zog die Familie nach Prag, wo Anneliese Niethammer 1919 am Mädchengymnasium II die Matura ablegte. Sie absolvierte ein Studium in Agrarwissenschaften an der Landwirtschaftlichen Hochschule Tetschen-Liebwerd, das sie 1923/24 als Diplom-Ingenieurin landwirtschaftlicher Richtung abschloss. Wenig später promovierte sie zum Dr. rer. techn. mit der 1925 in der Biochemischen Zeitschrift in Druck erschienenen Schrift Über die Wirkung von Photokatalysatoren auf das Frühtreiben ruhen der Knospen und auf die Samenkeimung. Ab 1924 folgte ein Studium in Botanik an der Deutschen Universität Prag. 1926 beendete sie dieses Studium mit der Promotion zum Dr. rer. nat. Das Thema ihrer Dissertation lautete Das Gesetz vom Minimum an Pilzkulturen.
Nachdem sie bereits seit 1924 als Assistentin an der Landwirtschaftlichen Hochschule Tetschen-Liebwerd eine Assistentenstelle wirkte, übernahm sie 1925 eine Assistentenstelle am Institut für Botanik und Warenkunde und technische Mikroskopie der Deutschen Technischen Hochschule Prag. 1929 habilitierte sie sich mit einer Arbeit über „Stimulationsprobleme an Pflanzen“ und war als Dozentin für angewandte Botanik tätig. Ab 1935 absolvierte sie ein Lehramtsstudium in Chemie, Zoologie und Geografie und lehrte danach an der Deutschen Handelsakademie in Prag. 1941 erfolgte dort ihre Ernennung zur Professorin. Daneben war sie ab 1940 auch als Dozentin an der Landwirtschaftlichen Hochschule Tetschen-Liebwerd tätig.
Niethammer war zum 1. April 1939 der NSDAP beigetreten (Mitgliedsnummer 7.165.190), gehörte der NSP und NSV an. Daneben betätigte sie sich politisch als Blockleiterin der NS-Frauenschaft, ferner war sie Mitglied im Reichskolonialbund.
Nach dem Zweiten Weltkrieg wurde die Familie Niethammer interniert, wobei Annelieses Mutter starb, und aus Prag vertrieben. Anneliese Niethammer zog 1945 zusammen mit ihrem Vater nach Korntal und erhielt im Jahr darauf einen Lehrauftrag an der Technischen Hochschule Stuttgart. Sie wurde für das Fach „Angewandte Botanik“ umhabilitiert und 1947 zur nichtbeamteten außerplanmäßigen Professorin ernannt. Dies war das erste Mal, dass an der Universität Stuttgart eine Professur mit einer Frau besetzt wurde. Ihren Lebensunterhalt verdiente sie als Lehrerin an der Höheren Handelsschule in Ludwigsburg, wo sie Chemie und Biologie unterrichtete, bis sie 1966 in Pension ging. Noch bis 1970 hielt sie Lehrveranstaltungen an der Universität Stuttgart.
Ihren Ruhestand verbrachte Anneliese Niethammer in Kornfeld, wo sie 1983 verstarb. 

## Forschung
Anneliese Niethammer forschte hauptsächlich auf dem Gebiet der Technischen Mykologie und der Stimulierung von pflanzlichen Entwicklungsprozessen. Sie erforschte unter anderem das Wachstum und die Bedeutung mikroskopischer Bodenpilze und veröffentlichte zu dem Thema mehrere wissenschaftliche Schriften. Des Weiteren befasste sie sich mit biochemisch-physiologischen Untersuchungen über das Reifen von Samen und Früchten. Ihre Forschungen waren neben dem theoretischen Erkenntnisgewinn auch auf den praktischen Nutzen in verschiedenen Anwendungsbereichen wie Landwirtschaft, Gartenbau und Medizin ausgerichtet.

## Schriften (Auswahl)
- Über das Gesetz vom Minimum bei Pilzkulturen. In: Biochemische Zeitschrift 168 (1925), S. 278–305.
- Sekundäre Beizwirkungen. In: Zeitschrift für Pflanzenkrankheiten und Pflanzenschutz 38, Bd., 1928, Nr. 3/4 (März/April), S. 83–87.
- Stimulationsprobleme im Zusammenhang mit den inneren Faktoren, die die Keimung bedingen. In: Beiträge zur Biologie der Pflanzen. 16. Bd., Kerns Verlag, Breslau 1928, 2. Heft.
- Vergleichende biochemische Untersuchungen über das Reifen und Altern von Samen und Früchten. In: Österreichische botanische Zeitschrift 78 (1929), S. 264–278.
- Über den Nachweis der Verdorbenheit von Fetten aus intakten Samen und Früchten. Bericht über die Fortschritte der analytischen Chemie [...] In: Zeitschrift für analytische Chemie 83 (1931), S. 318–319.
- Die mikroskopischen Bodenpilze, ihre Leben, ihre Verbreitung, sowie ihre oeconomische und pathogene Bedeutung. Junk, Haag 1937.
- Die kleinen Freuden des Lebens. Alemannen, Stuttgart 1939.
- (Mitautorin): Mikrobiologische Heilmittel. Stuttgart 1951.
- (mit Norbert Tietz): Samen und Früchte des Handels und der Industrie. Weinheim 1961.

## Ehrungen
Ihr zu Ehren erhielt eine Straße nahe dem Campus der Universität Stuttgart in Vaihingen den Namen Anneliese-Niethammer-Weg. Ein Sonderforschungsbereich der Universität Stuttgart organisiert eine Niethammer gewidmete Vortragsreihe, bei der einmal im Semester internationale Wissenschaftlerinnen über relevante Themen der aktuellen Forschung im Bereich der porösen Medien sprechen.